# Остров Вилькицкого (Восточно-Сибирское море)
О́стров Вильки́цкого (якут. Вилькицкай арыыта) — остров в группе островов Де-Лонга в Восточно-Сибирском море, в составе Новосибирских островов. Административно входит в состав республики Саха-Якутия.

## Исторические сведения
Остров Вилькицкого был открыт и нанесён на карту в 1913 году во время Российской императорской арктической гидрографической экспедиции под руководством Бориса Вилькицкого на судах Таймыр и Вайгач. Назван в честь отца начальника экспедиции — генерал-лейтенанта корпуса морских гидрографов А. И. Вилькицкого.

## География
Расположен в северо-западной части Восточно-Сибирского моря в северо-восточной части Новосибирских островов в южной части островов Де-Лонга, из которых является самым южным и самым маленьким. Ближайшие острова: Остров Жохова — в 40 километрах к северо-западу, Беннетта — в 130 километрах к северо-западу, Новая Сибирь — в 74 километрах к юго-западу. Остров Вилькицкого находится вне пределов вечного льда и не покрыт полностью ледниками.

## Геология
Остров сложен из глубоко эродированной базальтовой лавы неоген-четвертичных нефелиновых потоков, а также их щелочных ультраосновных пород.

## Топографические карты
- Лист карты T-56-XXXI,XXXII,XXXIII. Масштаб: 1 : 200 000. Состояние местности на 1957 год.